# Município de Richland (condado de Fairfield, Ohio)
O município de Richland (em inglês: Richland Township) é um município localizado no condado de Fairfield no estado estadounidense de Ohio. No ano de 2010 tinha uma população de 2.195 habitantes e uma densidade populacional de 33,7 pessoas por km².

## Geografia
O município de Richland encontra-se localizado nas coordenadas 39° 47′ 13″ N, 82° 26′ 04″ O. Segundo a Departamento do Censo dos Estados Unidos, o município tem uma superfície total de 65.13 km², da qual 64,06 km² correspondem a terra firme e (1,64 %) 1,07 km² é água.

## Demografia
Segundo o censo de 2010, tinha 2.195 habitantes residindo no município de Richland. A densidade populacional era de 33,7 hab./km². Dos 2.195 habitantes, o município de Richland estava composto pelo 97,18 % brancos, o 1 % eram afroamericanos, o 0,14 % eram amerindios, o 0,14 % eram asiáticos, o 0,09 % eram de outras raças e o 1,46 % eram de uma mistura de raças. Do total da população o 0,5 % eram hispanos ou latinos de qualquer raça.